# Slanke otter
De slanke otter (Lutrogale perspicillata)  is een zoogdier uit de familie van de marterachtigen (Mustelidae). De wetenschappelijke naam van de soort werd voor het eerst geldig gepubliceerd door I. Geoffroy Saint-Hilaire in 1826.

## Voorkomen
De soort komt voor in Afghanistan, Bangladesh,  China, India, Indonesië, Irak, Maleisië, Nepal, Pakistan, Thailand en Vietnam.